# Angeli musicanti

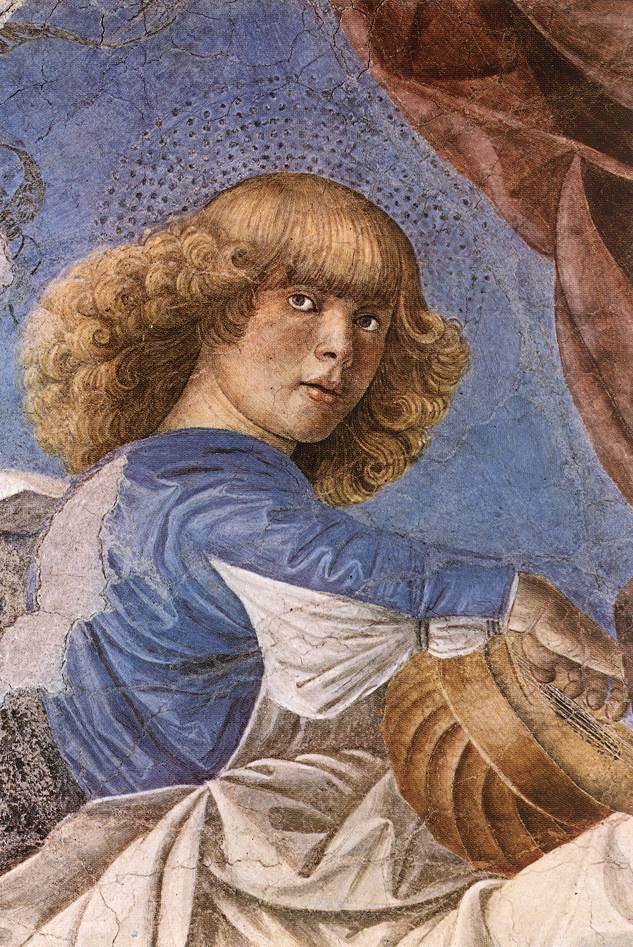
Angelo con liuto

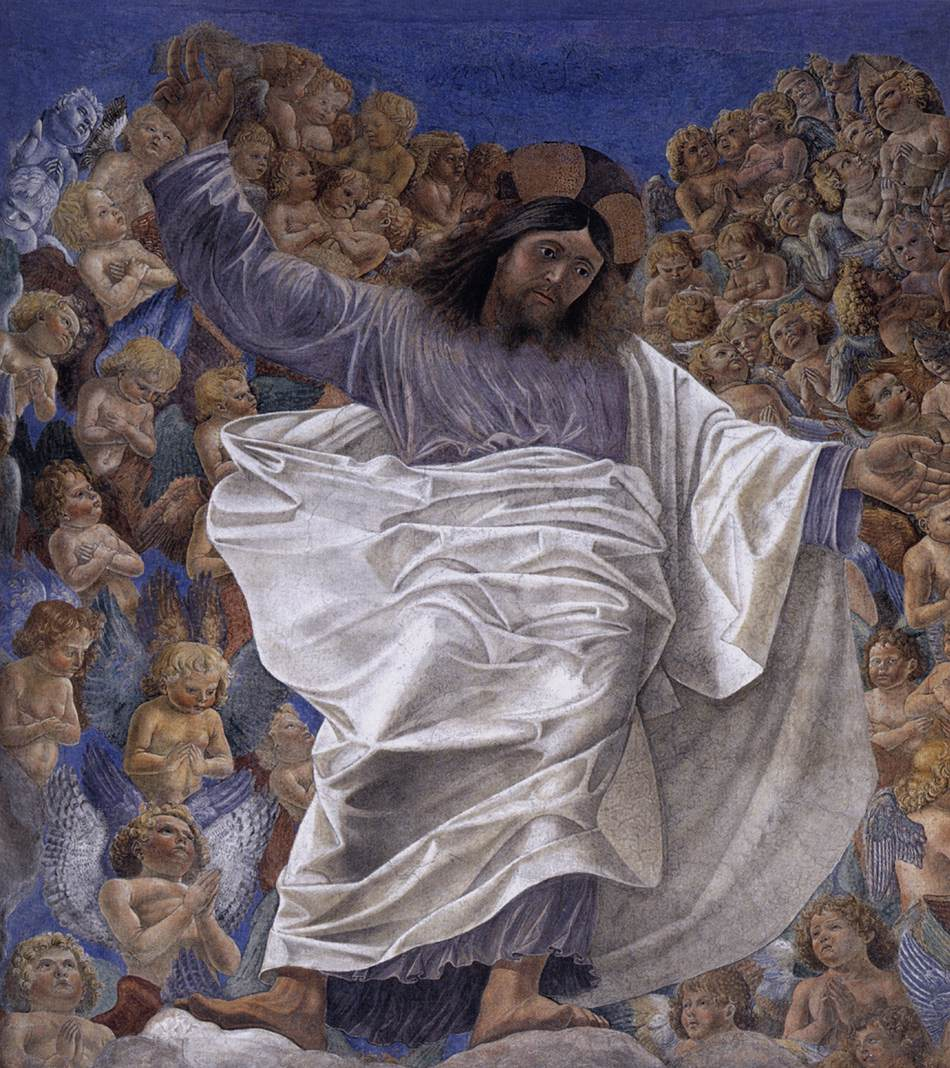
Ascensione di Cristo

Gli Angeli musicanti sono un gruppo di affreschi staccati di Melozzo da Forlì, databili al 1472, o, secondo altri, al 1478-1480, e provenienti dalla volta dell'abside della Chiesa dei Santi Apostoli a Roma. Oggi sono conservati, con le teste degli apostoli, nella Pinacoteca Vaticana, tranne uno che si trova al Museo del Prado di Madrid e il Cristo in ascensione, che era al centro della decorazione e che si trova oggi nel palazzo del Quirinale.

## Storia
L'affresco fu eseguito quando Melozzo era pictor papalis per Sisto IV, dopo i lavori di rinnovamento voluti dal cardinal Giuliano della Rovere nel 1475 circa.
L'affresco, che si segnalava per l'uso ardito e nel contempo rigoroso della prospettiva, colpì molto i contemporanei ed ebbe moltissima influenza. Pochi anni dopo, ad esempio, Filippino Lippi l'omaggiò nella Cappella Carafa e lo stesso Michelangelo tenne presente il ciclo per il suo lavoro alla Cappella Sistina. L'affresco rimase sul posto fino al 1711 quando l'abside venne distrutta per rimodernare la chiesa. Fu allora staccato, salvando il salvabile e non senza perdere ampie parti di pittura, e diviso in 16 parti.
La figura del Cristo benedicente venne sistemata sullo scalone d'onore dell'allora Palazzo Apostolico al Quirinale, dove si trova ancora oggi, con la didascalia di una lapide latina che celebra il primato di Melozzo nella prospettiva.

## Descrizione e stile
Il soggetto della decorazione ad affresco era l'Ascensione di Cristo. La figura di Cristo era così ben evidenziata e così mirabile era l'effetto dello scorcio, che il Redentore sembrava "balzare attraverso la volta". Lo contornavano angeli musicanti, apostoli ed altre figure, tutte in prospettiva "da sott'in su", cioè dal basso all'alto.
Le figure sono monumentali e si integrano illusionisticamente con lo sfondo. La luce chiara che intride i colori e schiarisce le ombre, assieme ai volumi solenni, derivano dai modelli di Piero della Francesca, addolciti però da una maggiore naturalezza, soprattutto nei ritratti, che fu tipica del pittore forlivese.
Gli affreschi nella Pinacoteca Vaticana sono: 
- Gruppo di angioletti
- Testa di apostolo (numero 1)
- Testa di apostolo (numero 2)
- Testa di apostolo (numero 3)
- Testa di apostolo (numero 4)
- Gruppo di angioletti
- Angelo che suona la viola
- Angelo che suona il liuto (numero 1)
- Angelo che suona il tamburo e il flauto
- Angelo che suona il tamburello
- Angelo che suona il triangolo
- Angelo che suona il liuto (numero 2)
- Angelo che suona la ribeca
- Angelo che suona il liuto (numero 3)

## Altre immagini

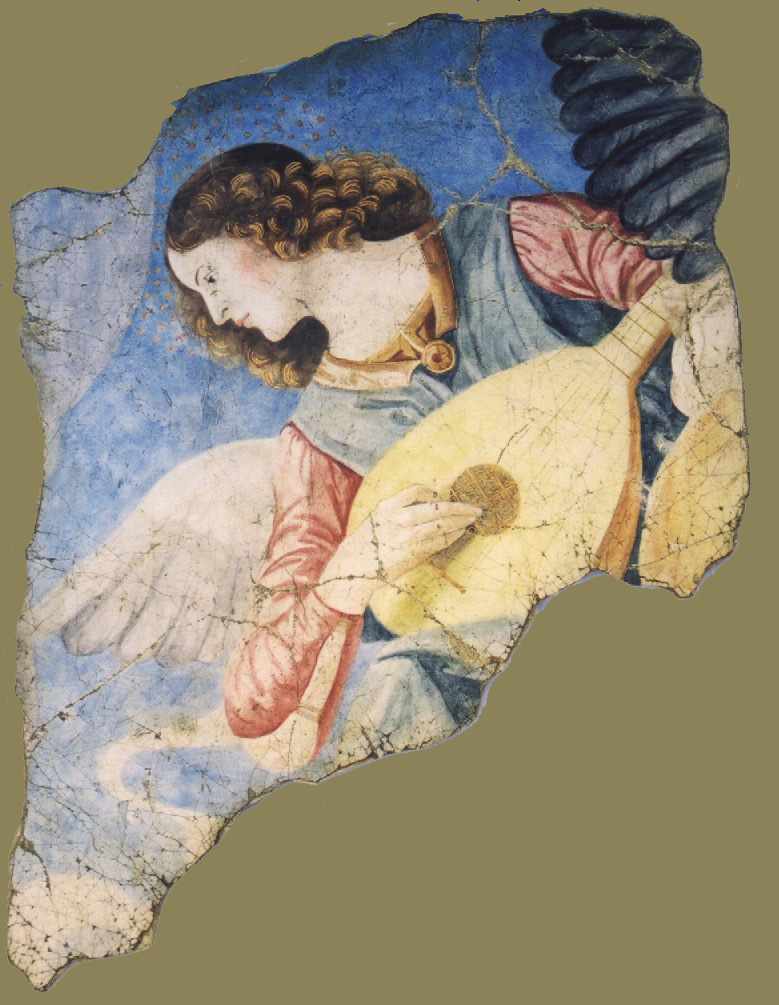
Angelo con liuto
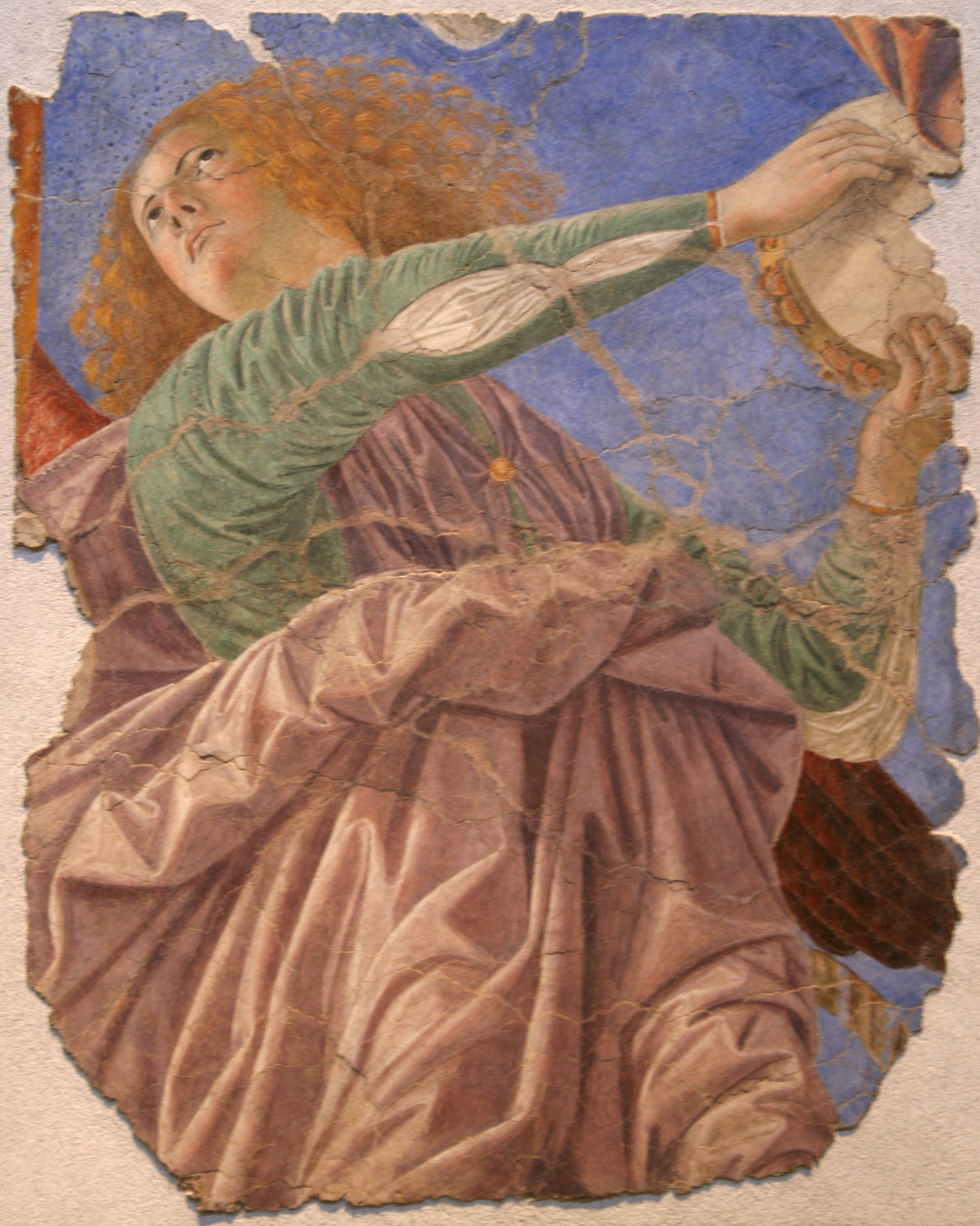
Angelo con tamburino
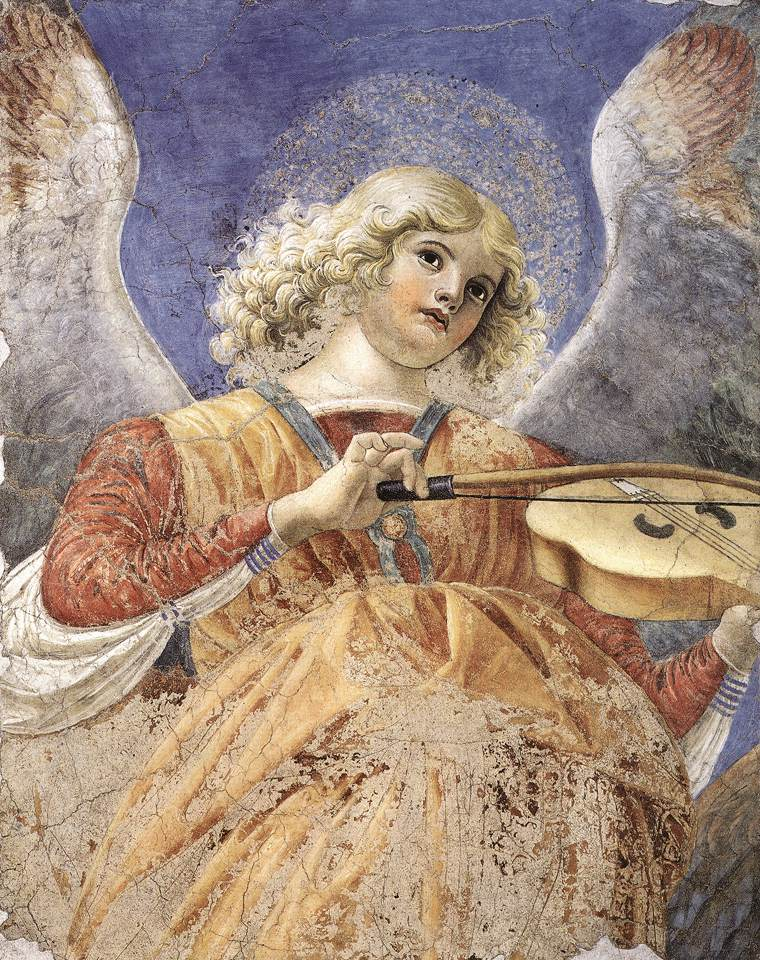
Angelo con viola
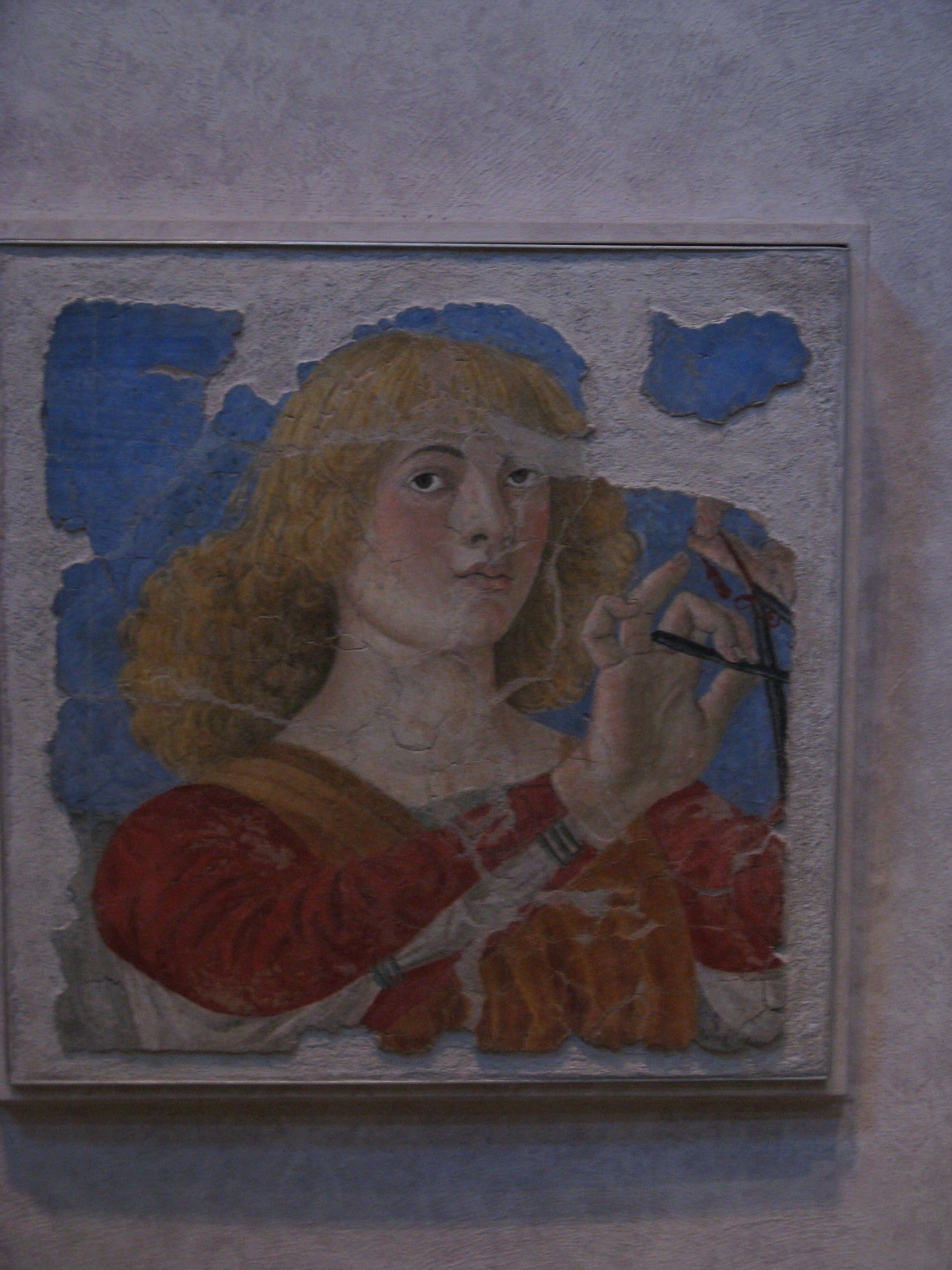
Angelo con triangolo
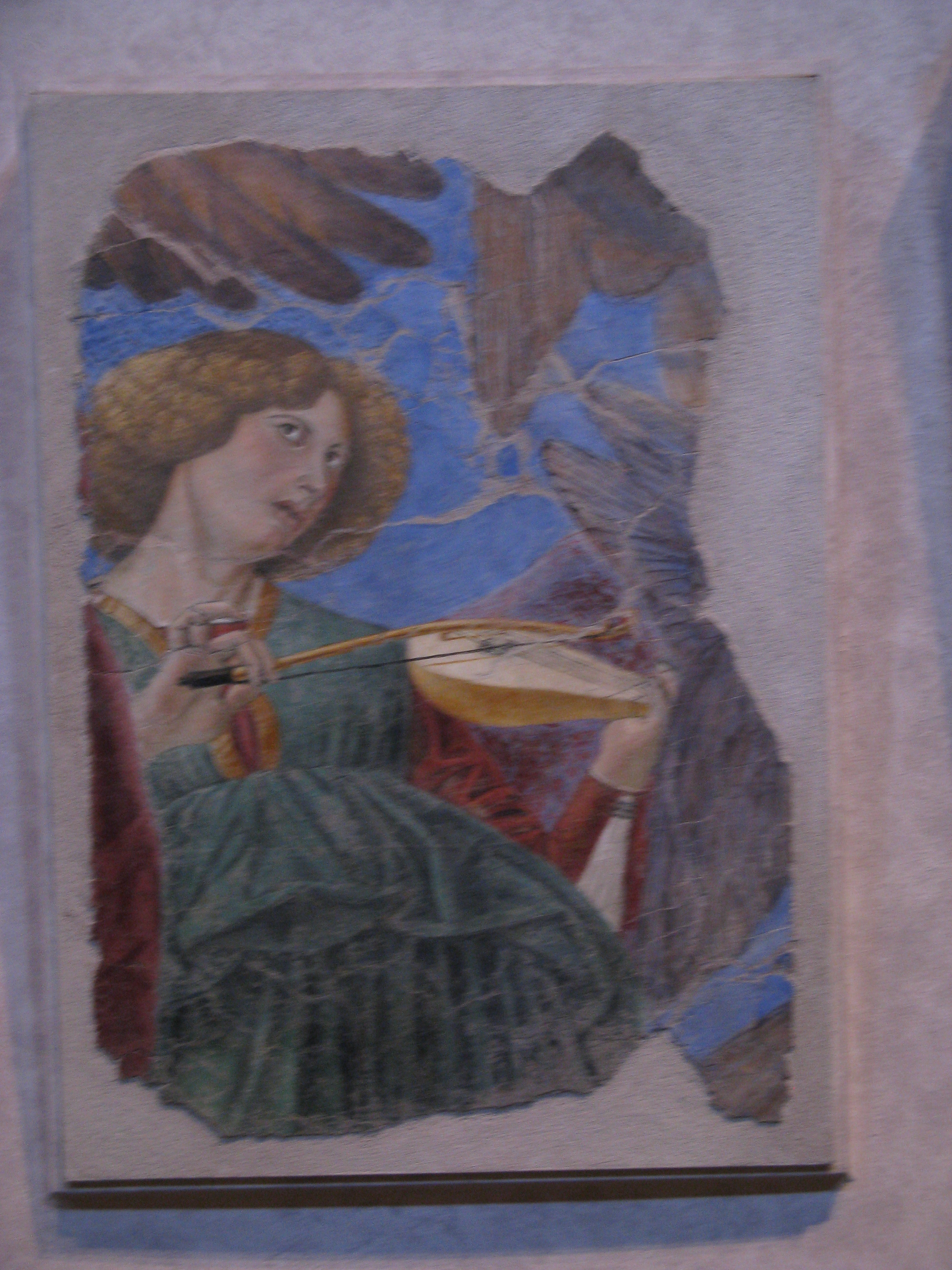
Angelo con viola
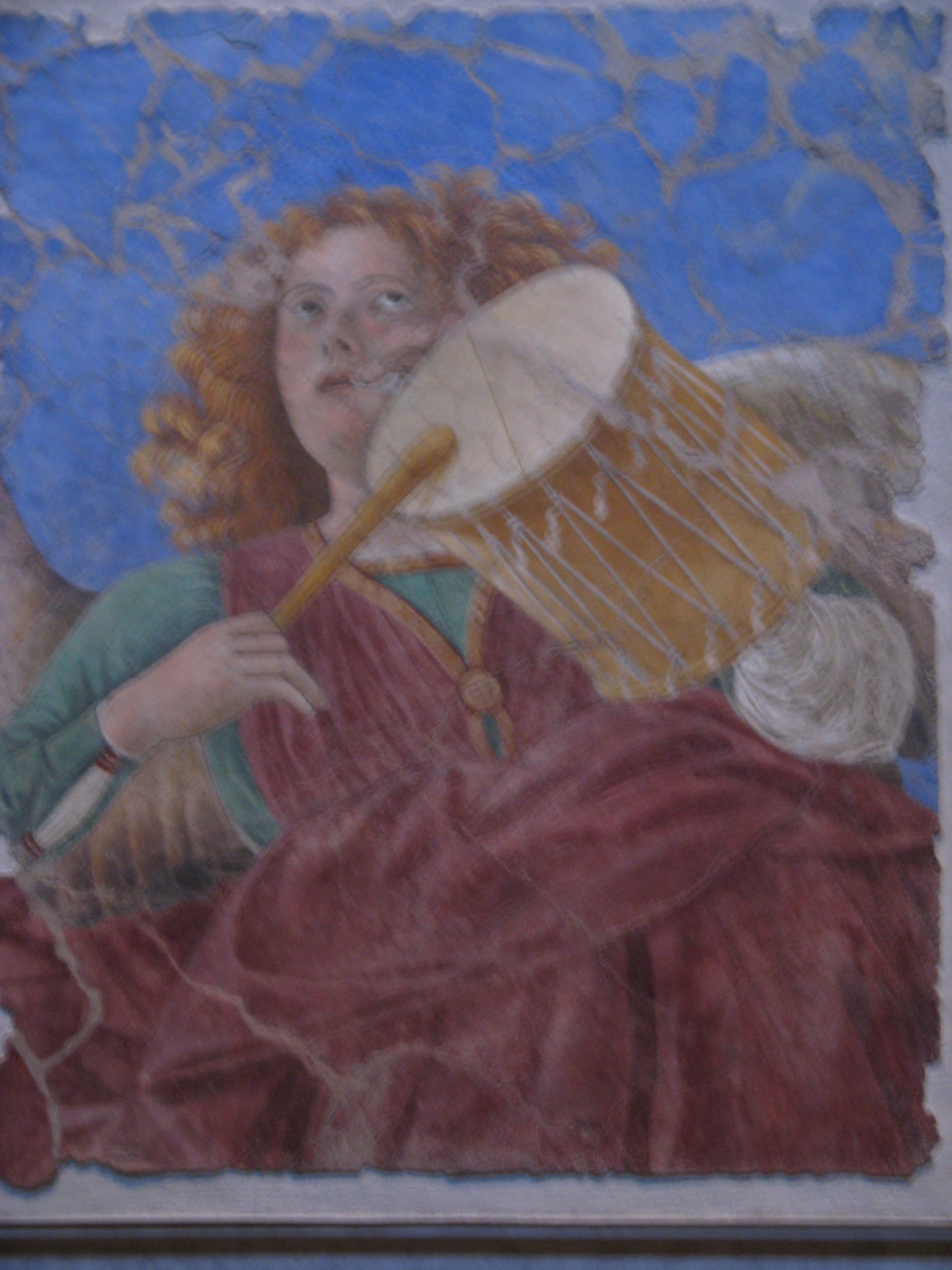
Angelo con tamburo
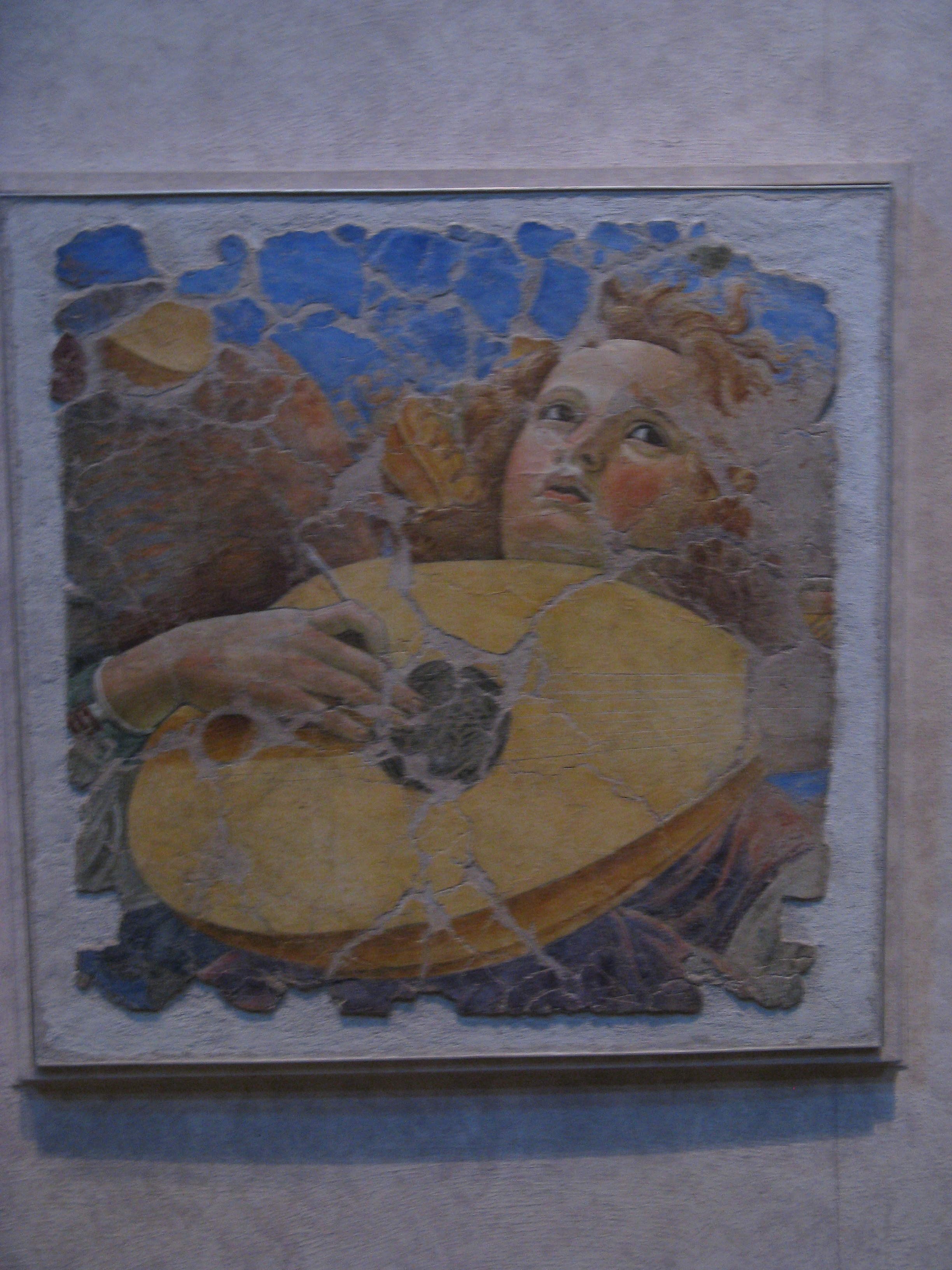
Angelo con liuto
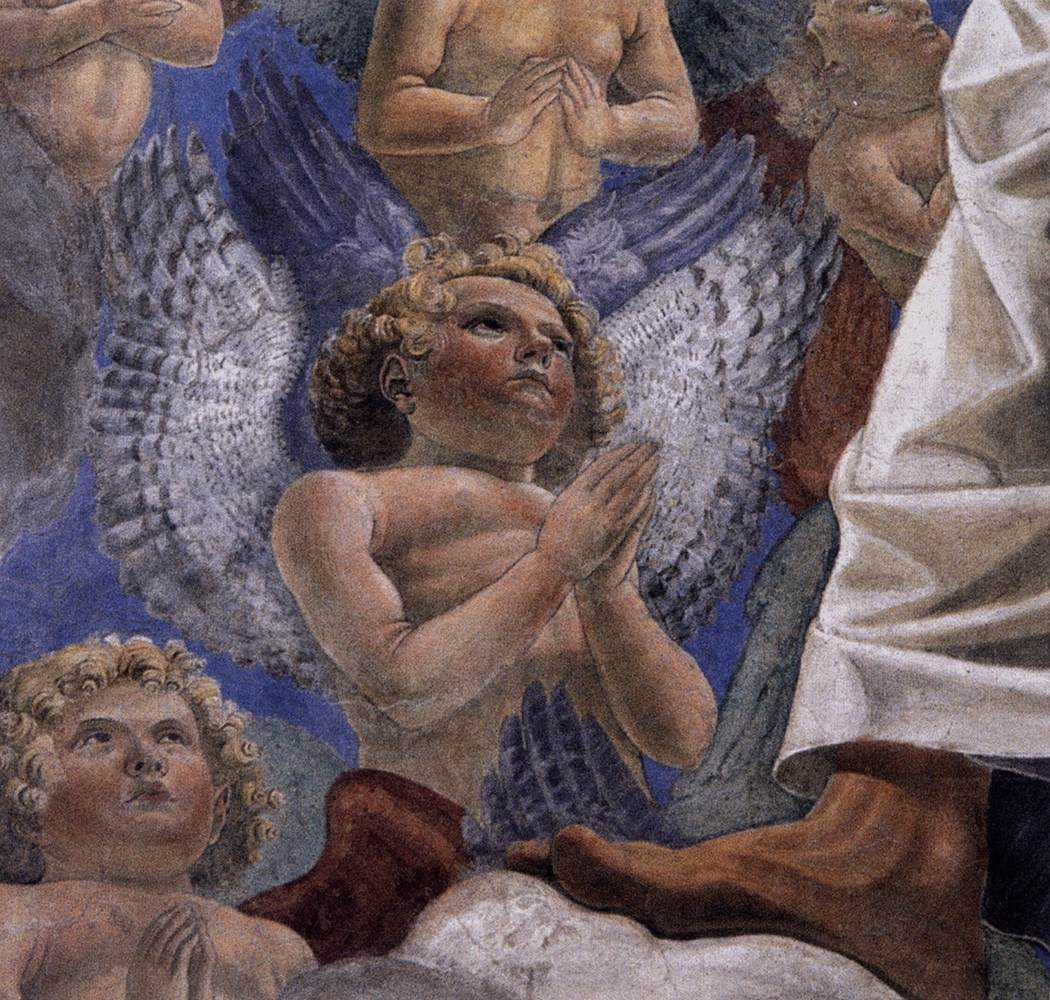
Ascensione, dettaglio